# Струнен инструмент
Струнният инструмент е музикален инструмент, който използва опънати струни за извличане на звук.
Струнните инструменти се наричат и щрайхови (от немски: streichen – търкам, трия), обикновено в контекста на оркестрите, където те често образуват обособена щрайхова група. В класическите оркестри щрайховата група включва I и II цигулки, виоли, виолончели и контрабаси, делящи се на висок щрайх (цигулки и виоли) и нисък щрaйх (виолончели и контрабаси). В големия симфоничен оркестър високият щрайх е разположен от лявата страна и срещу диригента, а ниският – от дясната му страна.
При по-голямата част от тях, струните са опънати по гриф. Те са изпънати с различна сила, за постигане на звук с различна честота и тоналност. С притискане на струната на различна дължина по грифа, на практика се получава различна дължина на самата струна и така се получават различни тонове. Праговете на грифа са разпределени на определено разстояние един от друг, за да се постигне правилно скалиране на тоновете (за да звучи вярно). Струнните инструменти се делят на:
- Лъкови струнни: цигулка, виола, виолончело, контрабас. В народната инструментална музика – гъдулка, както и старинния инструмент гусла.
- Дърпащи струнни:
  - без гриф – арфа, бандура
  - с гриф – лютня, китара, мандолина, балалайка, тамбура
- Ударни струнни:
  - с клавиатура – пиано, клавесин, клавикорд
  - без клавиатура

Разделянето на струнните инструменти се основава на близостта в конструкцията им и начина на звукоизвличане – чрез трептене на струната. То може да бъде предизвикано чрез триене на лък, чрез дърпане с пръсти, чрез пластинка (плектрон) или чрез удар.
Лъковите струнни инструменти са съществували още през 5 век преди новата ера. Най-ранният предшественик е гуслата – лъков инструмент със славянски произход.